# فيريماروك
فيريماروك هي شركة عبارات مغربية تأسست في نوفمبر عام 1994 وبدأت خدماتها بين ميناء الناظور في المغرب وميناء ألميريا في إسبانيا. واعتبارًا من عام 2010 أصبحت الشركة جزءًا من مجموعة النقل الإسبانية أكسيونا ترانسميديتيرانيا.

## لمحة تاريخية
تأسست شركة فيريماروك في عام 1994 كشركة لتشغيل وتسيير العبارات على الطريق المؤدية من وإلى ميناء الناظور في بني أنصار بالقرب من مدينة الناظور في المغرب. حتى ذلك التاريخ، كان بإمكان المرء فقط الإبحار إلى ميناء مليلية الذي يقع في نفس حوض ميناء الناظور.
لم تكن شركة فيريماروك تمتلك أسطولًا خاصًّا بها إلى أن استحوذت عليها شركة أكسيونا ترانسميديتيرانيا الإسبانية، وبمرور الوقت صارت الشركة تستأجر السفن مثل سفينة إم إس ويستريا التي كانت تُبحر على الطريق من ميناء الناظور- ميناء ألميرية تحت اسم إم جي ففرونسكي خلال فصل الصيف، وفي بقية العام كانت شركة عبارات ترانسوروبا تتولى تشغيلها على طريق أوستند-رامسجيت قبل أن تقوم شركة فيريماروك الاستئجار طويل الأجل لها في عام 2008، وحتى 15 سبتمبر 2013. كانت شركة ويستريا هاوثورن شيبنج كو هي المالكة لسفينة إم إس ويستريا، ولكن بعد إعلان الشركة لإفلاسها في أبريل 2013، تم بيعها لشركة نيزني شيبنج المحدودة التي أعادت تسميتها لتُصبح إم إف فرونسكي، وعلى الرغم من استمرار تشغيلها لصالح شركة أكسيونا بموجب عقد الإيجار الحالي، فإن السفينة تعمل على طريق الجزيرة الخضراء - طنجة باستثناء موسم الذروة في الصيف عندما تبحر في طريق الناظور - ألميرية.

## أسطول السفن التابعة للشركة في الماضي والحاضر
| اسم السفينة                                     | تاريخ الإنشاء | الإبحار لحساب شركة فيريماروك | المصدر                                  |
| ----------------------------------------------- | ------------- | ---------------------------- | --------------------------------------- |
| إم في سايروكو                                   | 1974          | 1993، 1994–2004              | فيري سايت إم إف سارة                    |
| إم في ميسترال (سميت أيضًا إم في ميسترال إكسبريس) | 1981          | 1997–2005, 2005              | فيري سايت إم إف ميسترال إكسبرس          |
| إم في نورماندي                                  | 1981          | 2008 (خلال فصل الصيف)        | فيري سايت إم إف نورماندي                |
| إم في إيزابيلا آي                               | 1981          | 2013 (خلال فصل الصيف)        | فيري سايت إم إف إيزابيلا آي             |
| إم في ويستريا                                   | 1978          | صيف 2005، صيف 2005-2006      | فيري سايت إم إف فرونسكي هيستوري ويستريا |
| إم في شرباتسكي                                  | 1980          | 2012–وحتى الآن               | فيري سايت إم إف شرباتسكي                |